# Dhalaâ (distrito)
Dhalaâ é um distrito localizado na província de Oum El Bouaghi, Argélia, e cuja capital é a cidade de mesmo nome. A população total do distrito era de 15 317 habitantes, em 2008.[carece de fontes?]

## Comunas
O distrito está dividido em duas comunas:
- Dhalaâ
- El Djazia